# Вільям Лівінгстон
Вільям Лівінгстон (англ. William Livingston; 30 листопада 1723, Олбані, провінція Нью-Йорк — 25 липня 1790, Елізабет, штат Нью-Джерсі) — американський політичний діяч, губернатор штату Нью-Джерсі (1776—1790). Син графа Філіпа Лівінгстона і Кетрін ван Брю. Навчався в Єльському університеті (1737—1741). Після закінчення перебрався до Нью-Джерсі й адвокатував декілька років. 1752 року разом з колегами заснував журнал «Independent Reflector», який використовувався як політична платформа для боротьби проти англійських і голландських купців-реформаторів. З 1759 по 1761 був обраний до Нью-йоркської генеральної асамблеї. 1772 року переїхав до Елізабет, де заснував Зал Свободи. Був обраний делегатом від Нью-Джерсі до Континентального конгресу. Під час війни за незалежність, у 1776—1779 роках, його він із сім'єю переховувались у Парсіппені, щоби не потрапити до рук британський військ. 1789 року став членом Американської академії мистецтв і наук. 1787 року приєднався як делегат від Нью-Джерсі до Філадефійського конвенту, та був один з підписантів Конституції. 1788 року Конгрес обрав його послом США в Нідерландах, однак він відмовився. Був у шлюбі із Сюзанною Французькою (з 1723 року). Вони мали 13 дітей. На його честь названо містечко в штаті Нью-Джерсі.